# Museu d'Història de Tarragona
El Museo de historia de Tarragona está ubicado en Casa Castellarnau, una casa-palacio del municipio de Tarragona protegida como bien cultural de interés local. En esta sede central se pueden ver monumentos romanos.
El museo gestiona los monumentos arqueológicos romanos de la ciudad que fueron declarados Patrimonio Mundial por la UNESCO. Desde 1999 organiza Tàrraco Viva. .